# Выборы в Рязанскую областную думу (2025)
Выборы в Рязанскую областную думу восьмого созыва состоятся в Рязанской области 14 сентября 2025 года в единый день голосования. Избираются 40 депутатов по смешанной избирательной системе. 20 депутатов избираются по партийным спискам (пропорциональная система) для которых установлен барьер в 5 %. Другие 20 депутатов избираются по одномандатным округам (мажоритарная система), побеждает набравший большинство голосов. Срок полномочий — пять лет. На первом заседании один из депутатов будет избран в Совет Федерации сенатором, а его мандат будет передан следующему кандидату в партийном списке, если депутат был избран по списку.
На 1 июля 2025 года в области было зарегистрировано 868 936 избирателей, из которых около 47,3 % (411 502 избирателей) в Рязани.
10 июня депутаты Рязанской областной думы назначили выборы на единый день голосования 14 сентября 2025 года. На следующий день, 11 июня, избирательная комиссии Рязанской области воспользоваться правом провести многодневное голосование и решила, что голосование будет проводиться три дня подряд: 12, 13 и 14 сентября 2025 года.

## Организация выборов
Проведение выборов регламентировано законом Рязанской области «О выборах депутатов Рязанской областной Думы».

### Ключевые даты
- 10 июня 2025 года депутаты Рязанской областной думы назначили выборы на единый день голосования 14 сентября 2025 года
- 11 июня избирательная комиссия Рязанской области решила, что голосование будет проводиться три дня подряд: 12, 13 и 14 сентября 2025 года, а также опубликовала расчёта числа подписей, необходимых для регистрации кандидатов.
- с 12 июня по 16 июля (35 дней) — выдвижение кандидатов по одномандатным избирательным округам, списка кандидатов по единому избирательному округу партиями; самовыдвижение кандидатов по одномандатным избирательным округам
  - Агитационный период начинается со дня выдвижения кандидата и прекращается в 24.00 перед первым днём голосования — 11 сентября.
- с 12 июня по 22 июля — предоставление списков кандидатов по одномандатным избирательным округам и (или) по единому избирательному округу в избирательную комиссию для их заверения
- с 12 июня по 27 июля — предоставление избирательных документов кандидатом из заверенного списка по одномандатным округам
- с 10 июля по 30 июля до 18.00 — представление документов для регистрации списка кандидатов, выдвинутого по единому избирательному округу, и кандидатов, выдвинутых по одномандатным избирательным округам. К заявлениям должны прилагаться листы с подписями в поддержку кандидата.
- до 8 августа (10 дней) — проверка документов, подписей и принятие решения о регистрации либо об отказе в регистрации кандидата, списка кандидатов
- с 16 августа по 11 сентября — период агитации в СМИ
- 12, 13, 14 сентября — дни голосования.

### Избирательные округа
Схема одномандатных избирательных округов для проведения выборов депутатов Рязанской областной думы была утверждена 3 апреля 2020 года сроком на 10 лет. Тогда число депутатов увеличили с 36 до 40 человек, а количество одномандатных избирательных округов с 18 до 20. На начало 2020 года в области насчитывалось 908 154 избирателя. При составлении схемы в избирательной комиссии стремились к равному распределению избирателей по 20 округам. Средняя норма представительства составляла 45 408 человек.

### Сбор подписей
В Рязанской области избирком определил партии, которые освобождены от сбора подписей при выдвижении кандидатов по округам и списков кандидатов. Список включал 7 партий: «Единая Россия», КПРФ, «Справедливая Россия — За Правду», ЛДПР, «Новые люди», «Российская партия пенсионеров за социальную справедливость», «Коммунисты России».
Другим партиям и независимым кандидатам при самовыдвижении необходимо собрать подписи избирателей. Для регистрации списка кандидатов партиям по единому избирательному округу требуется собрать подписи 0,5 % от числа избирателей обрасти. Для регистрации кандидата по одномандатному избирательному округу требуется собрать подписи 3 % от числа избирателей в округе.
13 мая 2025 избирательная комиссия опубликовала расчёт числа подписей исходя из количества избирателей на 1 января 2025 года. Для регистрации списка кандидатов по единому избирательному округу требуется подписи в количестве от 4365 до 4801 (0,5 % от 872 826 избирателей). Допускается собрать через сайт Госуслуги до 25 % подписей от минимально необходимого числа. 
| Номер округа | Территория округа (город, район)                 | Избирателей в 2020 году | Число подписей, минимум и максимум |
| ------------ | ------------------------------------------------ | ----------------------- | ---------------------------------- |
| 1            | Александро-Невский, Милославский, Ряжский        | 42 346                  | 1271—1398                          |
| 2            | г. Скопин, Скопинский                            | 43 567                  | 1308—1438                          |
| 3            | Михайловский, Пронский                           | 51 862                  | 1556—1711                          |
| 4            | Захаровский, Рыбновский                          | 36 909                  | 1108—1218                          |
| 5            | Клепиковский, Спасский                           | 42 223                  | 1267—1393                          |
| 6            | г. Касимов, Касимовский                          | 49 615                  | 1489—1637                          |
| 7            | Ермишинский, Пителинский, Путятинский, Шиловский | 48 019                  | 1441—1585                          |
| 8            | г. Сасово, Кадомский, Сасовский                  | 43 141                  | 1295—1424                          |
| 9            | Сапожковский, Сараевский, Чучковский, Шацкий     | 46 853                  | 1406—1546                          |
| 10           | Кораблинский, Старожиловский, Ухоловский         | 39 053                  | 1172—1289                          |
| 11           | Рязанский                                        | 47 075                  | 1413—1554                          |
| 12           | Железнодорожный район г. Рязани                  | 47 507                  | 1426—1568                          |
| 13           | Железнодорожный район г. Рязани                  | 48 082                  | 1443—1587                          |
| 14           | Московский район г. Рязани                       | 48 079                  | 1443—1587                          |
| 15           | Московский район г. Рязани                       | 45 391                  | 1362—1498                          |
| 16           | Московский район г. Рязани                       | 47 609                  | 1429—1571                          |
| 17           | Октябрьский район г. Рязани                      | 43 787                  | 1314—1445                          |
| 18           | Октябрьский район г. Рязани                      | 44 158                  | 1325—1457                          |
| 19           | Советский район г. Рязани                        | 47 674                  | 1431—1574                          |
| 20           | Октябрьский и Советский районы г. Рязани         | 45 204                  | 1357—1492                          |

## Партии и кандидаты
Списки кандидатов выдвинули 8 партий: «Единая Россия», КПРФ, «Справедливая Россия — За Правду», ЛДПР, «Новые люди», «Российская партия пенсионеров за социальную справедливость», «Коммунисты России» и «Зелёные».

### Единый избирательный округ
По единому избирательному округу — вся Рязанская область — распределяется 20 депутатских мандатов. Для получения мандата партийный список должен набрать не менее 5 % голосов избирателей, принявших участие в голосовании. Комиссия распределяет мандаты по методу Империали, описанному в статье 79 закона «О выборах депутатов Рязанской областной Думы». Сперва каждый список получает по 1 мандату, а затем числа полученных списками голосов последовательно делят на серию делителей, начиная с 2. Полученные числа располагают по убывающей и распределяют оставшиеся мандаты. Метод Империали известен тем, что допускает существенные отступления от пропорциональности и в большей степени, чем остальные методы даёт преимущества партии-лидеру.
Списки кандидатов разделены на общеобластную часть (включает от 1 до 3 кандидатов) и региональную часть, состоящую из региональных групп (от 3 до 4 кандидатов). Территории региональных групп соответствуют одномандатным избирательным округам. Число региональных групп может быть от 5 до 20.
Некоторые партии использовали политическую технологию «паровоз», выдвинув первым номером в списке человека с высоким политическим рейтингом, который не намерен становиться депутатом и, получив мандат, откажется от него в пользу однопартийца. Так, «Единая Россия» выдвинула первым номером губернатора Рязанской области (полномочия до сентября 2027 года) Павла Малкова, ЛДПР — председателя партии и депутата Госдумы (полномочия до сентября 2026 года) Леонида Слуцкого, «Коммунисты России» — председателя ЦК партии и депутата Алтайского краевого Законодательного Собрания (полномочия до сентября 2026 года) Сергея Малинковича.
В списках КПРФ, СРЗП и Партии пенсионеров первыми номерами выдвинуты руководители региональных отделений.
Действующий сенатор Игорь Мурог выдвинут «Единой Россией» в составе списка в региональной группе №1 (Александро-Невский, Милославский, Ряжский районы) первым номером.
| «Справедливая Россия — За Правду» | Григорий Парсентьев Александр Аверин             | 19 |  | зарегистрирован |
| ЛДПР | Леонид Слуцкий Максим Мустафин                   | 20 |  | зарегистрирован |
| «Зелёные» | Елена Бирюкова Алексей Фирстов Владимир Сидоров  | 16 |  | зарегистрирован |
| «Единая Россия» | Павел Малков Михаил Давыдов Татьяна Панфилова    | 20 |  | зарегистрирован |
| «Партия пенсионеров» | Наталья Рубина Дмитрий Боронтов Татьяна Старкова | 20 |  | зарегистрирован |
| КПРФ | Денис Сидоров                                    | 20 |  | зарегистрирован |
| «Новые люди» | Артём Морозов Артур Завьялов                     | 20 |  | зарегистрирован |
| «Коммунисты России» | Сергей Малинкович Илья Клейменов Марина Тюрина   | 20 |  | зарегистрирован |
| * Общеобластная часть списка включает от 1 до 53 кандидатов. Остальные кандидаты распределены по региональным группам, которых должно быть от 5 до 20. |                                                  |    |  |                 |

### Кандидаты в избирательных округах
| Номер округа | Территория округа (город, район)                 | Избирателей в 2020 году | Депутат прошлого созыва                                       | Число кандидатов | Кандидаты |
| ------------ | ------------------------------------------------ | ----------------------- | ------------------------------------------------------------- | ---------------- | --- |
| 1            | Александро-Невский, Милославский, Ряжский        | 42 346                  | Игнатов Н. А. («Единая Россия»)                               | 5                | Шляхина Г. В. («Партия пенсионеров») Воробьев С. Ю. («Новые люди») Теповичаров С. Б. (ЛДПР) Захаркин Н. С. (КПРФ) Игнатов Н. А. («Единая Россия»)                       |
| 2            | г. Скопин, Скопинский                            | 43 567                  | Алабин П. К. («Единая Россия»)                                | 6                | Заплаткина М. В. («Партия пенсионеров») Костикина Е. В. (ЛДПР) Филиппов С. И.(«Единая Россия») Ляхович Л. В. (КПРФ) Завьялов А. С. («Новые люди») Молодцова С. Н.(СРЗП) |
| 3            | Михайловский, Пронский                           | 51 862                  | Сидоров В. К. («Единая Россия»)                               | 6                | Темнова В. В. («Партия пенсионеров») Бурьягин М. С. («Новые люди») Барков С. И. (ЛДПР) Зинченко Г. М. (КПРФ) Сидоров В. К. («Единая Россия») Морозов И. А.(СРЗП)        |
| 4            | Захаровский, Рыбновский                          | 36 909                  | Хлопов М. Е. («Единая Россия»)                                | 5                | Егорова Т. В. («Партия пенсионеров») Лунин О. В. («Новые люди») Гладких О. Г. (ЛДПР) Пласкунов Н. А. («Единая Россия») Сергеев Ю. М.(СРЗП)                              |

Схема одномандатных избирательных округов.

| 5            | Клепиковский, Спасский                           | 42 223                  | Гришков С. И. («Единая Россия»)                               | 5                | Данюков Д. А. («Новые люди») Матвеев А. С. (ЛДПР) Калашников А. В. («Единая Россия») Борзиков П. П. (СРЗП) Мочалов А. С. (КПРФ)                                         |
| 6            | г. Касимов, Касимовский                          | 49 615                  | Глазунов А. Н. («Единая Россия»)                              |                  | |
| 7            | Ермишинский, Пителинский, Путятинский, Шиловский | 48 019                  | Фомин А. В. («Единая Россия»)                                 |                  | |
| 8            | г. Сасово, Кадомский, Сасовский                  | 43 141                  | Рожков В. А. («Единая Россия»)                                |                  | |
| 9            | Сапожковский, Сараевский, Чучковский, Шацкий     | 46 853                  | Материкин В. И. («Единая Россия»)                             |                  | |
| 10           | Кораблинский, Старожиловский, Ухоловский         | 39 053                  | Подоль С. Р.; Морозов В. А. («Единая Россия»)                 |                  | |
| 11           | Рязанский                                        | 47 075                  | Сафронов В. И. («Единая Россия»)                              |                  | |
| 12           | Железнодорожный район г. Рязани                  | 47 507                  | Мурог И. А.(«Единая Россия»); Иголкин Р. Е. («Единая Россия») |                  | |
| 13           | Железнодорожный район г. Рязани                  | 48 082                  | Гусева Т. В. («Единая Россия»)                                |                  | |
| 14           | Московский район г. Рязани                       | 48 079                  | Жукаев А. А. («Единая Россия»)                                |                  | |
| 15           | Московский район г. Рязани                       | 45 391                  | Агапкин М. И. («Единая Россия»)                               |                  | |
| 16           | Московский район г. Рязани                       | 47 609                  | Ачалов А. Е. («Единая Россия»)                                |                  | |
| 17           | Октябрьский район г. Рязани                      | 43 787                  | Глазунов А. А. («Единая Россия»)                              |                  | |
| 18           | Октябрьский район г. Рязани                      | 44 158                  | Трубицын И. В. («Справедливая Россия»)                        |                  | |
| 19           | Советский район г. Рязани                        | 47 674                  | Шевырев А. П. («Единая Россия»)                               |                  | |
| 20           | Октябрьский и Советский районы г. Рязани         | 45 204                  | Пупков С. В. («Справедливая Россия»)                          |                  | |